# Luigi Pirandello
Luigi Pirandello (28. června 1867, Agrigento – 10. prosince 1936, Řím) byl italský dramatik, prozaik a básník, nositel Nobelovy ceny za literaturu za rok 1934.

## Život
Luigi Pirandello se narodil roku 1867 v usedlosti Chaos poblíž města Agrigento na Sicílii v zámožné, patriotické rodině vlastníků sirných dolů. Do základní školy nechodil, měl domácího učitele. Poté ho otec zapsal na technický institut, ale Pirandello po dvou letech přestoupil na klasické gymnázium. Po jeho ukončení se zapsal současně na filozofickou i právnickou fakultu v Palermu. Roku 1887 se přestěhoval do Říma ke strýci z matčiny strany a pokračoval již pouze ve studiu na fakultě filozofické. Kvůli neshodě s profesorem latiny musel školu opustit a dokončit univerzitní vzdělání v německém Bonnu, kde promoval roku 1891. Roku 1893 se vrátil do Říma, kde se po svatbě s dcerou otcova společníka roku 1894 natrvalo usadil.
Svou literární činnost zahájil Pirandello roku 1889 sbírkou básní Hravá bolest inspirovaných poezií Giosua Carducciho. V Bonnu vznikly básnické sbírky Gaiin svátek a Rýnské elegie napsané po vzoru Johanna Wolfganga Goetheho. V Římě navázal kontakty s literárními kruhy, především s krajanem Luigim Capuanou, který ho nasměroval od poezie k próze. Roku 1893 napsal svůj první román Marta Ajala (vydaný až roku 1901 pod názvem Zavržená), který byl silně ovlivněn poetikou verismu, a roku 1894 svou první povídkovou sbírku Lásky bez lásky.
Roku 1897 přijal Pirandello místo na katedře stylistiky v učitelském ústavu v Římě. Roku 1902 vydal svůj druhý román Pořadí vykazující již rysy jeho poetiky humoru, kterou Pirandello naplno rozvinul roku 1904 ve svém nejznámějším románu Nebožtík Mattia Pascal a jejíž principy důkladně vysvětlil roku 1908 ve svých literárněvědných esejích Umění a věda a O humoru. Podle Pirandellova názoru je povinností umělce odhalit rozpor mezi jevem („maskou“) a podstatou („tváří“). Stržení „masky“ může zpočátku vyvolat smích, další analýza však vede k tragickému poznání podstaty „tváře“. V osobním životě bylo však toto tzv. humoristické období Pirandellovy tvorby poměrně nešťastné, neboť bylo tragicky poznamenáno duševní chorobou jeho ženy, která se neustále zhoršovala (od roku 1919 musela být Pirandellova manželka trvale hospitalizována v ústavu pro choromyslné)
Pirandellovy umělecké principy se projevovaly nejprve v jeho novelách a dalších románech (Staří a mladí, Natáčí se!), plně se však rozvinuly až v jeho divadelních hrách. Po svém prvním jevištním úspěchu s komedií Rozmysli si, Jakoubku! v roce 1916 obrátil Pirandello svůj zájem definitivně k divadelní tvorbě. Roku 1921 mělo v Římě premiéru Pirandellovo drama Šest postav hledá autora, patřící do tzv. trilogie „divadla na divadle“ (další části tvoří hry Každý po svém a Dnes večer improvizujeme), ve které se Pirandello snažil setřít hranici mezi scénickou fikcí a skutečností, zpochybnit jistoty skutečného světa a vtáhnout diváky do děje, aby cítili spoluzodpovědnost za problémy, o nichž se na scéně diskutuje. Tato hra spolu s tragédií o ztrátě identity Jindřich IV. (1922) zajistila Pirandellovi mezinárodní věhlas. K jeho proslulosti přispělo i vydávání jednotlivých svazků jeho novel v letech 1922–1937 pod názvem Novely na jeden rok.
Roku 1924 vstoupil Pirandello do fašistické strany. Jeho skutečný vztah k Mussoliniho režimu je ale často diskutován v odborných kruzích. Těžko lze říci, zda Pirandellův příklon k fašismu byl jen vykalkulovaný záměr jak získat publicitu a přístup k dotacím, nebo zda skutečně platila jeho vlastní slova „jsem fašista, protože jsem Ital“. Na jedné straně Pirandellova poetika nikdy nebyla poplatná nabubřelému patosu Mussoliniho éry, na druhé straně je pravda, že Mussoliniho podpora pomohla Pirandellovi získat mezinárodní slávu (jeho hry se hrály nejen v celé Evropě, ale také v USA a v Jižní Americe), a díky ní se také stal roku 1925 ředitelem římského divadla Teatro d'Arte. S touto divadelní společností strávil Pirandello v letech 1925–1928 většinu času na zahraničním turné po Evropě a po Americe.
Ve svých hrách Pirandello na základě relativismu v chápání skutečnosti zpracoval originálním způsobem téma krize osobnosti, problematiku identity moderního člověka a rozpor mezi ideálem a skutečností. Námětem jeho děl jsou bizarní, nevypočitatelné až absurdní příběhy s podivínskými postavami plnými prudkých vášní a zvratů. Ale i v krajní absurditě je Pirandello vždy konkrétní a aktuální, skutečný mistr divadelního umění. Roku 1929 byl Pirandello jmenován členem Italské akademie a roku 1934 mu byla udělena Nobelova cena za literaturu „za jeho smělou a duchaplnou renesanci dramatického a scénického umění“ (citace z odůvodnění Švédské akademie). Při návratu ze Stockholmu navštívil i Prahu.
Roku 1936 se Pirandello nachladil při natáčení filmu na motivy románu Nebožtík Mattia Pascal a zemřel na zápal plic ve svém římském bytě. Podle své poslední vůle byl zpopelněn a jeho popel byl rozprášen poblíž usedlosti Chaos, kde se narodil.

## Jindřich IV. v Divadle na Vinohradech
Divadlo na Vinohradech představilo hru v roce 1967 v inscenaci Jiřího Hudečka, kde hlavní roli ztvárnil Miloš Kopecký. V roce 2013 byla hra uvedena znovu; tentokrát se role Jindřicha zhostil Jiří Dvořák v režii Michala Vajdičky. Zajímavostí je, že Otakar Brousek st. hrál stejnou roli jako po šestatřiceti letech jeho syn Otakar Brousek ml.

## Dílo

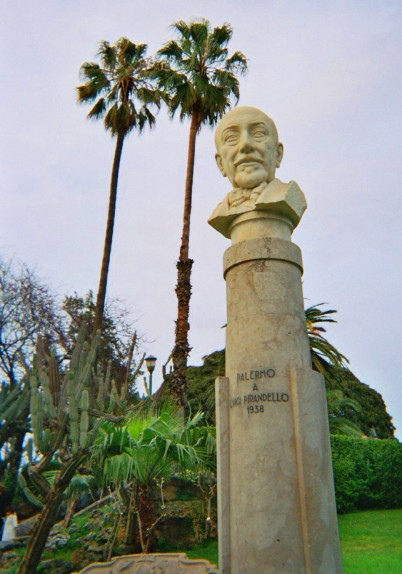
Luigi Pirandello, autorova busta ve veřejném parku v Palermu

### Básnické sbírky
- Mal giocondo (1889, Hravá bolest),
- Pasqua di Gea (1891, Gaiin svátek),
- Elegie renane (1895, Rýnské elegie),
- La Zampogna (1901, Šalmaj),
- Fuori di chiave (1912, Květina z klíče).

### Próza
- Amori senza amore (1894, Lásky bez lásky), sbírka povídek,
- L'esclusa (1901, Zavržená), román silně ovlivněný poetikou verismu, který byl napsán již roku 1893 pod názvem Marta Ajala.
- Il turno (1902, Pořadí), román, který byl napsán již roku 1895, vypráví absurdní příběh o ženitbě podle pořadníku.
- Il fu Mattia Pascal (1904, Nebožtík Mattia Pascal), román, ve kterém autor vypráví příběh muže, jenž nespokojen se svým dosavadním, nepříliš šťastným osudem se v příhodné situaci snaží svést úřady k přesvědčení, že zemřel, a začne žít pod jiným jménem nový život. Namísto vytoužené svobody se mu však dostane zjištění, že život je jen iluzorní hra pod maskou takzvané pravdy a skutečnosti. Příběh, který se rozvíjí do četných humorných až tragikomických situací, klade i řadu filosofických otázek a přináší úvahy o lidské osobnosti, o ceně lidské neopakovatelné existence a o poezii života.
- Arte e scienza (1908, Umění a věda), eseje,
- L'umorismo (1908, O humoru), esej skládající se ze dvou částí. V první autor sleduje vývoj humoru zejména z pohledu literárněvědného a v druhé části pak na základě těchto konkrétních zjištění zobecňuje a vyslovuje své teorie.
- I vecchi e i giovani (1909, Staří a mladí), historický román jehož děj se odehrává na sklonku 19. století v okolí sicilského města Agrigenta. Dějové pásmo líčí život provinciální šlechty, kléru a zbohatlé buržoazie, jejich intriky, boj o moc, požitkářství i jejich strach z lidového hnutí proti nesnesitelným poměrům, bídě a kořistnictví.
- Suo marito (1911, Její manžel), román o manželovi úspěšné ženy, v němž mnozí viděli příběh manželství spisovatelky Grazii Deleddaové a Pirandello proto zakázal jeho šíření. Román vyšel znovu až roku 1937 pod názvem Giustino Roncella nato Boggiolo (Giustino Roncella rozený Boggiolo).
- Si gira! (1915, Natáčí se!), román byl později vydáván pod názvem Quaderni di Serafino Gubbio operatore (Zápisky Serafina Gubbia, filmového operátora). V knize Pirandello vytvořil moderního románového antihrdinu, který „prokoukl“ hru života a rezignuje na roli aktéra, aby mohl být tichým divákem a pozorovatelem.
- Novelle per un anno (1922–1937, Novely na jeden rok), patnáct postupně vydaných svazků povídek a novel,
- Uno, nessuno e centomila (1926, Jeden, nikdo, sto tisíc), román, jehož hrdina se dokáže osvobodit od pout konvenční společnosti, ovšem za cenu ztráty své identity: stává se nikým.

### Divadelní hry
- Lumie di Sicilia (1910, Sicilské citróny) a La morsa (1910, Stisk), dvě aktovky, Pirandellův divadelní debut.
- Pensaci, Giacomino! (1916, Rozmysli si, Jakoubku!),
- Liolà (1916), česky jako Sicilská komedie,
- Il berretto a sonagli (1917, Čapka s rolničkami),
- Cosí è, se vi pare (1917, Každý má svou pravdu),
- Il piacere dell'onestà (1917, Rozkoš z počestnosti),
- Il giuoco delle parti (1918, Hra stran),
- Ma non è una cosa seria (1918, Ale není to nic vážného),
- La Patente (1919, Diplom), aktovka,
- L'uomo, la bestia e la virtù (1919, Člověk, zvíře a ctnost),
- Tutto per bene (1920, V rukavičkách), hra, ve které je relativnost každého činu a citu obsažena v samé struktuře hry: co se v jedné scéně jeví jako „pravda“, je v následující zpochybněno, postava mění svou tvář podle zorného úhlu ostatních.
- Come prima, meglio di prima (1921, Jako dřív, líp, než dřív),
- Sei personaggi in cerca d'autore (1921, Šest postav hledá autora), první hra z tzv. trilogie „divadla na divadle“, ve které probíhá pod vedením režiséra na scéně divadelní zkouška. Tu přeruší příchod šesti postav, které vyprávěním svých životních osudů celou hru naplní.
- Enrico IV. (1922, Jindřich IV.), hra plná dějových zvratů, začínající fiktivní a končící skutečnou vraždou, ve které je divák ponechán v nejistotě, zda hrdina je či není šílený. Dějištěm dramatu je honosná vila v Umbrii upravená jako hradní pevnost z 11. století. Zde žije obklopen kostýmovaným služebnictvem a naprosto izolován od současného světa hlavní hrdina Jindřich, okolím považovaný za šílence (při maškarním plese, jehož součástí byla kostýmová jízda na koni, spadl a následkem otřesu při nehodě se začal ztotožňovat s postavou, kterou na plese představoval – německým císařem Jindřichem IV.). I když se z utkvělé fikce dostane, dál předstírá roli blázna. Ve vášnivé vypjaté scéně se mu podaří demaskovat charaktery lidí ze svého okolí a chce se vrátit k normálnímu životu. Svůdce jeho bývalé milenky Matyldy ho však vyprovokuje natolik, že ho Jindřich zabije a tím se navždy odsoudí k roli blázna, nechce-li padnout do rukou spravedlnosti.
- Vestire gli ignudi (1922, Nahé odívati), zpracováno v roce 1971 v Českém rozhlasu jako rozhlasová dramatizace. Překlad: Alena Hartmanová, rozhlasová úprava: Františka Sokolová, režie: Petr Adler[1]
- La vita che ti diedi (1923, Život, který jsem ti dala),
- Ciascuno a suo modo (1924, Každý po svém), druhá hra z tzv. trilogie „divadla na divadle“.
- L'uomo dal fiore in bocca (1926, Muž s květem v ústech),
- L'amica delle mogli (1927, Přítelkyně vdaných žen),
- La nuova colonia (1928, Nová kolonie),
- Lazzaro (1929, Lazar),
- Questa sera si recita a soggetto (1930, Dnes večer improvizujeme), třetí hra z tzv. trilogie „divadla na divadle“.
- Come tu mi vuoi (1930, Jakou ty mne chceš),
- Non si sa come (1933, Člověk ani neví jak),
- Quando si è qualcuno (1933, Když je člověk někdo),
- La favola del figlio cambiato (1934, Pohádka o vyměněném synovi), veršované drama napsané jako alegorie vlastního osudu.
- I giganti della montagna (1931–1934, Obři z hor), nedokončená hra o roli umění ve společnosti, ve které Pirandello překročil hranici reality do světa snu, pohádky a surrealistické invence.

## Filmové adaptace
- IL Crollo (1920, Zával), Itálie, režie Mario Gargiulo, němý film,
- Ma non è una cosa seria (1922, Ale není to nic vážného), Itálie, režie Augusto Camerini, němý film,
- Feu Mathias Pascal (1926, Nebožtík Mattia Pascal), Francie, režie Marcel L'Herbier, němý film,
- Die Flucht in die Nacht (1926, Let v noci), Německo, režie Amleto Palermi,
- La Canzone dell'amore (1930, Píseň lásky), Itálie, režie Gennaro Righelli,
- As You Desire Me (1932, Jakou ty mne chceš), USA, režie George Fitzmaurice, v hlavní roli Greta Garbo.
- Ma non è una cosa seria (1936, Ale není to nic vážného), Itálie, režie Mario Camerini,
- Pensaci, Giacomino! (1937, Rozmysli si, Jakoubku!), Itálie, režie Gennaro Righelli,
- L'Homme de nulle part (1937), Francie, režie Pierre Chenal, podle románu Nebožtík Mattia Pascal.
- Terra di nessuno (1939, Země nikoho), Itálie, režie Mario Baffico,
- Enrico IV.! (1943, Jindřich IV.), Itálie, režie Giorgio Pastina,
- This Love of Ours(1945), USA, režie William Dieterle, podle divadelní hry Jako dřív, líp, než dřív.
- Altri tempi (1952, V dávných časech), Itálie, režie Alessandro Blasetti,
- L'uomo, la bestia e la virtu (1953, Člověk, zvíře a ctnost), Itálie, režie Steno,
- Vestire gli igunui (1953, Nahé odívati), Itálie, režie Marcello Pagliero,
- Never Say Goodbye (1956, Nikdy neříkej sbohem), USA, režie Jerry Hopper, podle divadelní hry Jako dřív, líp, než dřív.
- Sex roller söka en författare (1962, Šest postav hledá autora), Švédsko, režie Bengt Lagerkvist, televizní film,
- Sechs Personen suchen einen Autor 1964, Šest postav hledá autora), Německo, režie Eberhard Itzenplitz, televizní film,
- Liolà (1964), Itálie, režie Alessandro Blasetti,
- Henrik IV. (1968, Jindřich IV.), Dánsko, režie Søren Melson, televizní film,
- Seks roller søger en forfatter (1973, Šest postav hledá autora), Dánsko, režie Leon Feder, televizní film,
- Six Characters in Search of an Author (1976, Šest postav hledá autora), USA, režie Stacy Keach, televizní film,
- L'esclusa (1979, Zavržená), Itálie, režie Piero Schivazappa, televizní film,
- Vestire gli igunui (1980, Nahé odívati), Itálie, režie Luigi Filippo D'Amico, televizní film,
- Henry IV. (1981, Jindřich IV.), Francie, režie Jeannette Hubert, televizní film,
- Enrico IV. (1984, Jindřich IV.), Itálie, režie Marco Bellocchio, v hlavních rolích Marcello Mastroianni a Claudia Cardinal.
- Le Due vite di Mattia Pascal (1985, Dva životy Mattia Pascala), Itálie, režie Mario Monicelli, v hlavní roli Marcello Mastroianni.
- Six Characters in Search of an Author (1992, Šest postav hledá autora), Spojené království, režie Bill Bryden, televizní film,
- Tu ridi (1998, Ty se směješ), Itálie, režie Vittorio Taviani a Paolo Taviani,
- La balia (1999, Kojná), Itálie, režie Marco Bellocchio,
- 6 personnages en quête d'auteur (2004, Šest postav hledá autora), Francie, režie Laurent Preyale, televizní film.

## Česká vydání
- Šest postav hledá autora, Zora, Praha 1923, přeložila Marie Votrubová-Haunerová,
- Každý dle svého, Nakladatelské družstvo Máje, Praha 1925, přeložil Antonín Jasura,
- Každý má svojí pravdu, Rosendorf, Praha 1925, přeložil Václav Jiřina,
- Jindřich IV., Rosendorf, Praha 1926, přeložil Václav Jiřina,
- Pro stéblo trávy, Škeřík, Praha 1926, přeložil Václav Jiřina, výbor z povídek a novel,
- Život, který jsem ti dala, Otakar Štorch-Marien, Praha 1926, přeložil Václav Jiřina,
- Sirný dým, Pokrok, Praha 1927, přeložil František Kovárna,
- Člověk, zvíře a ctnost, Přítel knihy, Praha 1929, přeložil Václav Jiřina,
- Přítelkyně vdaných žen, Kvasnička a Hampl, Praha 1929, přeložil Václav Jiřina,
- Jeden. nikdo, stotisíc, Václav Petr, Praha 1929, přeložil František Kovárna,
- Natáčí se!, Družstevní práce, Praha 1930, přeložil Václav Jiřina,
- Zavržená, Melantrich, Praha 1930, přeložil Václav Jiřina,
- Černý šátek, Adolf Synek, Praha 1933, přeložila Nina Tučková,
- Nebožtík Matyáš Pascall, Nakladatelské družstvo Máje, Praha 1940, přeložil František Kovárna,
- Staří a mladí, SNKLHU, Praha 1958, přeložil Václav Čep,
- Mezi dvěma stíny, SNKLHU, Praha 1959, přeložil Václav Čep, výbor z povídek a novel,
- Sicilská komedie, DILIA, Praha 1960, přeložil Jan Vladislav,
- Každý má svou pravdu, DILIA, Praha 1965, přeložila Eva Uhlířová,
- Člověk, zvíře a ctnost, DILIA, Praha 1966, přeložil Zdeněk Digrin,
- Jakou mě chceš, DILIA, Praha 1966, přeložila Eva Ruxová,
- Když je člověk někdo, DILIA, Praha 1967, přeložil Zdeněk Digrin,
- 5 her a jedna aktovka, Odeon, Praha 1967, přeložili Zdeněk Digrin, Jan Vladislav a Alena Hartmanová, obsahuje divadelní hry Sicilská komedie, V rukavičkách, Šest postav hledá autora, Jindřich IV., Nahé odívati a aktovku Diplom.
- Nebožtík Mattia Pascal, Melantrich, Praha 1971, přeložila Alena Hartmanová,
- Slunce a déšť, Odeon, Praha 1974, přeložila Alena Hartmanová, výbor z povídek a novel,
- Sicilská komedie, DILIA, Praha 1974, přeložil Jaroslav Pokorný,
- Jako dřív, líp, než dřív, DILIA, Praha 1977, přeložil Zdeněk Digrin,
- Noc, Odeon, Praha 1986, přeložili Václav Čep a Alena Hartmanová, výbor z povídek a novel,
- Svatební noc, Melantrich, Praha 1989, přeložil Václav Bahník, výbor z povídek a novel,
- Kůň na měsíci a jiné povídky, Slovart, Praha 1997, přeložila Alena Hartmanová, výbor z povídek a novel.
- Jindřich IV., Thespis, Praha 1998, přeložila Alena Hartmanová,
- Humor, Havran, Praha 2006, přeložila Alice Flemrová,
- Šest postav hledá autora, Artur, Praha 2008, přeložil Vladimír Mikeš,
- Každý má svou pravdu, Artur, Praha 2008, přeložil Vladimír Mikeš,
- Ubohý panovník (parafráze na drama Jindřich IV.), Quadrom, Ostrava 2012, adaptoval Jiří Zygma, ISBN 978-80-905290-1-4.